# Chapter Two: Hasta Siempre
Chapter Two: Hasta Siempre es un álbum de estudio del saxofonista tenor argentino Gato Barbieri. Fue publicado en marzo de 1974 por el sello discográfico Impulse! Records.

## Grabación y producción
Al igual que el álbum anterior de Barbieri, Chapter One: Latin America (1973), Ed Michel se encargó de la producción del álbum. Las sesiones de grabación de Chapter Two: Hasta Siempre tuvieron lugar entre abril y octubre de 1973. Juan Carlos Manojas y Jorge Tagliari se desempeñaron como ingenieros de audio en las sesiones del 18 de abril en Music Hall, en Buenos Aires, Argentina; allí el músico grabó «Juana Azurduy», canción escrita por Félix Luna y Ariel Ramírez. «Encontros (Part One & Three)» y «Marissea» se grabaron el 28 de abril en Odeon Studios, en Río de Janeiro, Brasil, por el ingeniero Nivaldo Duarte. Baker Bigsby y Gil Fortis se desempeñaron como ingenieros de audio en las sesiones del 16 y 17 de octubre en The Village Recorder, en Los Ángeles, California; allí el músico grabó las canciones «Latino America» y «Para Nosotros», respectivamente.

## Recepción de la crítica
Un escritor no especificado de la revista Cash Box escribió: “Gato Barbieri, considerado durante mucho tiempo uno de los principales saxofonistas tenores de la música progresiva, ha escrito otro apasionante capítulo de su historia que comenzó, muy apropiadamente, con ‘Chapter One’. El LP brilla con una profusión de brillantez individual por parte de Gato, así como su conjunto de músicos del tercer mundo”.

## Lista de canciones
Todas las canciones escritas y compuestas por Gato Barbieri, excepto donde esta anotado. 
| Lado uno |                         |                       |          |  |
| N.º      | Título                  | Fecha de grabación    | Duración |  |
| 1.       | «Encontros, Part One»   | 28 de abril de 1973   | 2:16     |  |
| 2.       | «Encontros, Part Three» | 28 de abril de 1973   | 4:16     |  |
| 3.       | «Latino America»        | 16 de octubre de 1973 | 5:30     |  |
| 4.       | «Marissea»              | 28 de abril de 1973   | 7:39     |  |

| Lado dos |                                             |                       |          |  |
| N.º      | Título                                      | Fecha de grabación    | Duración |  |
| 1.       | «Para Nosotros»                             | 17 de octubre de 1973 | 8:02     |  |
| 2.       | «Juana Azurduy» (Félix Luna, Ariel Ramírez) | 18 de abril de 1973   | 11:21    |  |

## Posicionamiento
| Gráfica (1974)                              | Pico de posición |
| ------------------------------------------- | ---------------- |
| Estados Unidos (Record World Jazz LP Chart) | 22               |